# Bois-d'Arcy (Yonne)
Bois-d'Arcy es una localidad y comuna francesa situada en la región de Borgoña, departamento de Yonne, en el distrito de Auxerre y cantón de Vermenton.

## Demografía
| 66 | 129 | 111 | 128 | 143 | 149 | 145 | 156 | 128 | 133 | 128 | 132 | 136 | 115 | 110 | 100 | 96 | 91 | 74 | 100 | 61 | 63 | 68 | 52 | 67 | 47 | 35 | 36 | 33 | 29 | 25 | 34 | 34 |
| Para los censos de 1962 a 1999 la población legal corresponde a la población sin duplicidades (Fuente: INSEE [Consultar]) |     |     |     |     |     |     |     |     |     |     |     |     |     |     |     |    |    |    |     |    |    |    |    |    |    |    |    |    |    |    |    |    |